# Pavel Winternitz
Pavel Winternitz (né le 25 juillet 1936 à Prague et mort le 13 février 2021 à Montréal) était un physicien-mathématicien canadien d'origine tchèque. Il a été professeur à l'Université de Montréal, où il fut membre du groupe de physique mathématique du Centre des recherches mathématiques, et professeur titulaire au département de mathématiques et statistiques. Ses travaux eurent une forte influence sur plusieurs domaines de la physique mathématique.

## Biographie
Winternitz fit ses études dans sa ville natale de Prague et à l'Université de Léningrad. En 1966, il obtint son doctorat de l'Institut unifié de recherches nucléaires de Doubna sous la direction de Yakov A. Smorodinsky. Ses travaux portèrent sur les applications de la théorie des représentations du groupe de Lorentz au calcul des amplitudes de diffusion relativistes en physique des particules. Après les événements du Printemps de Prague en 1968, il s'exila en Grande-Bretagne puis aux États-Unis, pour finalement aboutir au Canada en 1972. Il obtint une chaire de professeur titulaire à l'Université de Montréal en 1984.
Winternitz s'occupe des applications de la théorie des groupes (particulièrement des groupes de Lie) en physique théorique et sur les équations aux dérivées partielles non linéaires et les systèmes d'équations différentielles exactement intégrables. Dans les années 1990, il a également appliqué la classification de la théorie des groupes aux équations aux différences.
Avec Hans Zassenhaus, il a collaboré à un ouvrage sur la structure des sous-groupes dans la physique des principaux groupes de Lie (Maximum Abelian Subalgebras of the Classical Algebras and Their Physical Applications).
Il a obtenu le prix de physique théorique du centre de recherche nucléaire de Doubna en 2001. En 2002, il fut récipient du Prix ACP-CRM en physique théorique de l'Association canadienne des physiciens et physiciennes (ACP). En 2018, Winternitz reçut la médaille Wigner de la Group Theory and Fundamental Physics Foundation.

## Publications
(juillet 2023).
- En tant qu'éditeur: Group theory and numerical analysis, American Mathematical Society, 2005.
- Éditeur avec John Harnad: Groups and symmetries: from Neolithic Scots to John McKay, American Mathematical Society, 2009.
- Éditeur avec John Harnad et P. Sabidussi: Integrable systems: from classic to quantum, American Mathematical Society 2000,
- Éditeur avec Decio Levi: Painlevé Transcendents: their asymptotics and physical applications, Plenum Press, 1992.
- Éditeur avec Decio Levi et Luc Vinet: Symmetries and integrability of difference equations, American Mathematical Society, 1996.
- Éditeur: Systèmes dynamiques non linéaires : intégrabilité et comportement qualitatif, Les Presses de l'Université de Montréal, 1986.
- Éditeurs avec Decio Levi: Symmetries and nonlinear phenomena, 1988.
- Lie groups and solutions of nonlinear differential equations, in: K. B. Wolf (éditeur): Nonlinear Phenomena, 1983.